# Нукуману
Нукума́ну (Тасмана; англ. Nukumanu, Tasman) — невеликий атол в Тихому океані, лежить за 430 км на схід від острова Бугенвіль. Адміністративно належить до району Північний Бугенвіль Автономного регіону Бугенвіль Папуа Нової Гвінеї.

## Історія
З кінця XIX століття атол входить до складу Німецької імперії, в 1914 році перейшов до складу Австралії. З проголошенням незалежності Папуа Нової Гвінеї, острів перейшов до її юрисдикції. Нукуману населяють полінезійці, які через свою ізоляцію мають окрему мову з групи самоанських.

## Географія
Атол являє собою скупчення (до 20) невеликих моту загальною площею суходолу 4,6 км², які обмежовують велику лагуну. Площа разом з лагуною становить 280 км².